# Nederluleå tingslag
Nederluleå tingslag (före 1831 Luleå tingslag) var ett tingslag i Norrbottens län i Norrbotten och omfattade nuvarande Luleå kommun utom Råneå församling. Ytan var 1934 1 181 km², varav land 1 102 och där fanns då 10 926 invånare. Tingsställe var Gammelstad.
Ur tingslaget utbröts 1831 Överluleå tingslag. Tingslaget upphörde 1948 då verksamheten överfördes till Luleå tingslag. 
Tingslaget hörde mellan 1680 och  1820 till Västerbottens norra kontrakts domsaga, mellan 1820 och 1838 till  Norrbottens domsaga, mellan 1839 och 1877 till Norrbottens södra domsaga och från 1877 till Luleå domsaga.

## Socknar
Nederluleå tingslag omfattade följande socknar: 
- Nederluleå socken